# Penago I
Penago I is een bestuurslaag in het regentschap Seluma van de provincie Bengkulu, Indonesië. Penago I telt 782 inwoners (volkstelling 2010).